# Agave ortgiesiana
Agave ortgiesiana là một loài thực vật có hoa trong họ Măng tây. Loài này được (Baker) Trel. mô tả khoa học đầu tiên năm 1914.